# 新高八景
新高八景（にいたかはっけい）は、台湾の新高山（現・玉山）にみられる優れた風景から「八景」の様式に則って8つを選んだ、風景評価の一つ。

## 由来
日本統治時代の1929年（昭和4年）に台南州嘉義郡警察課が、投票によって選定された。

## 八景
- 東山夕照（東山の夕映）：新高東山
- 石山花圃（石山の花圃）：石山
- 鹿林雲海（鹿林の雲海）：鹿林山
- 服谷栂岩（一服谷の栂岩）：一服谷
- 眩暈坂遠望（眩暈坂の遠望）：眩暈坂
- 西山霊原（西山の霊原）：新高西山
- 白木林奇観（白木林の奇観）：白木林
- 主山日出（主山の日の出）：新高主山